# تد ده کورسیا
تد ده کورسیا (انگلیسی: Ted de Corsia؛ ۲۹ سپتامبر ۱۹۰۳ – ۱۱ آوریل ۱۹۷۳) هنرپیشه اهل ایالات متحده آمریکا بود.

## فیلم‌شناسی
- ۲۰٬۰۰۰ فرسنگ زیر دریا
- اسپارتاکوس
- جدال در اوکی کرال
- کشتن
- مکانی در آفتاب
- فاتح
- بانویی از شانگهای
- نوادا اسمیت
- بوکانیر
- از تراس
- نیومکزیکو
- شهر عریان